# Natation aux Jeux africains de 2007
Navigation
Jeux africains 2003 Jeux africains 2011
La compétition de natation aux 9e Jeux africains a eu lieu à  Alger (Algérie), du 11 au 18 juillet 2007. 19 nations sont présentes avec près de 150 nageurs. 
Toutes les épreuves ont été disputes dans une piscine de 50 mètres.

## Nations participantes
121 nageurs de 19 nations ont pris part à la compétition de natation:
- Afrique du Sud (24)
- Algérie (18)
- Angola (6)
- Burundi (4)
- Côte d’Ivoire (1)
- Égypte
- Guinée (5)
- Libye (5)
- Madagascar (1)
- Mali (7)
- Maurice (1)
- Mozambique (6)
- Namibie (8)
- Niger (2)
- Nigéria (14)
- Sénégal (16)
- Tunisie
- Zambie (3)
- Zimbabwe

## Médaillés

### Hommes
| Épreuves               | Or                                                                                          | Argent                                                                         | Bronze                                                                                            |
| Nage libre             | Nage libre                                                                                  | Nage libre                                                                     | Nage libre                                                                                        |
| ---------------------- | ------------------------------------------------------------------------------------------- | ------------------------------------------------------------------------------ | ------------------------------------------------------------------------------------------------- |
| 50 m                   | Salim Iles 22 s 34                                                                          | Jason Dunford 22 s 73                                                          | Gideon Louw 22 s 81                                                                               |
| 100 m                  | Salim Iles 49 s 38                                                                          | Nabil Kebbab 49 s 82                                                           | Jason Dunford 50 s 09                                                                             |
| 200 m                  | Nabil Kebbab 1 min 50 s 30                                                                  | Jean Basson 1 min 50 s 33                                                      | Jason Dunford 1 min 50 s 64                                                                       |
| 400 m                  | Troyden Prinsloo 3 min 55 s 29                                                              | Ahmed Mathlouthi 3 min 55 s 75                                                 | Jean Basson 3 min 57 s 97                                                                         |
| 800 m                  | Troyden Prinsloo 8 min 2 s 84                                                               | Riaan Schoeman 8 min 11 s 23                                                   | Mohamed Gadallah 8 min 16 s 10                                                                    |
| 1 500 m                | Troyden Prinsloo 15 min 24 s 93                                                             | Riaan Schoeman 15 min 58 s 31                                                  | Mohamed Gadallah 16 min 5 s 20                                                                    |
| Dos                    |                                                                                             |                                                                                |                                                                                                   |
| 50 m                   | Gerhard Zandberg 25 s 68                                                                    | Ahmed Hussein 26 s 13                                                          | Jason Dunford 26 s 31                                                                             |
| 100 m                  | Gerhard Zandberg 56 s 53                                                                    | Jason Dunford 57 s 57                                                          | Garth Tune 58 s 54                                                                                |
| 200 m                  | George du Rand 2 min 2 s 69                                                                 | Ahmed Hussein 2 min 5 s 03                                                     | Taki Mrabet 2 min 5 s 35                                                                          |
| Brasse                 |                                                                                             |                                                                                |                                                                                                   |
| 50 m                   | Cameron van der Burgh 27 s 74                                                               | Thabang Moeketsane 28 s 89                                                     | Malick Fall 29 s 26                                                                               |
| 100 m                  | Cameron van der Burgh 1 min 2 s 5                                                           | Sofiane Daid 1 min 2 s 11                                                      | Thabang Moeketsane 1 min 2 s 54                                                                   |
| 200 m                  | Sofiane Daid 2 min 14 s 27                                                                  | William Diering 2 min 14 s 32                                                  | Malick Fall 2 min 22 s 10                                                                         |
| Papillon               |                                                                                             |                                                                                |                                                                                                   |
| 50 m                   | Jason Dunford 23 s 91                                                                       | Yellow Yeiyah 24 s 46                                                          | Garth Tune 25 s 02                                                                                |
| 100 m                  | Jason Dunford 53 s 40                                                                       | George du Rand 54 s 97                                                         | Ahmed Nada 55 s 85                                                                                |
| 200 m                  | Jason Dunford 2 min 2 s 62                                                                  | Ahmed Nada 2 min 3 s 85                                                        | Ahmed Aboughazal 2 min 5 s 12                                                                     |
| Quatre nages           |                                                                                             |                                                                                |                                                                                                   |
| 200 m                  | Ahmed Mathlouthi 2 min 5 s 21                                                               | Riaan Schoeman 2 min 5 s 23                                                    | Darian Townsend 2 min 6 s 10                                                                      |
| 400 m                  | Riaan Schoeman 4 min 21 s 91                                                                | Ahmed Mathlouthi 4 min 27 s                                                    | Taki Mrabet 4 min 28 s 83                                                                         |
| Relais                 |                                                                                             |                                                                                |                                                                                                   |
| 4 × 100 m nage libre   | Afrique du Sud Gideon Louw Gerhard Zandberg Shaun Harris Jean Basson 3 min 22 s 52          | Algérie Nabil Kebbab Mehdi Addadi Mehdi Hamama Salim Iles 3 min 24 s 36        | Égypte Mohamed El-Nady Hussein Mohamed Ahmed Hussain Abdelrahman El-Badrawi 3 min 29 s 76         |
| 4 × 200 m nage libre   | Afrique du Sud Riaan Schoeman Darian Townsend Jean Basson George du Rand 7 min 31 s 70      | Algérie Ryad Djendouci Mehdi Hamama Badis Djendouci Nabil Kebbab 7 min 32 s 50 | Tunisie Mohamed Rida Mitaiji Ahmed Mathlouthi Taki Mrabet Farouk Ben Jeddi 7 min 43 s 53          |
| 4 × 100 m quatre nages | Afrique du Sud Gerhard Zandberg Thabang Moeketsane George du Rand Gideon Louw 3 min 44 s 92 | Algérie Naoufel Benabid Sofiane Daid Ryad Djendouci Nabil Kebbab 3 min 47 s 31 | Égypte Ahmed Hussain Ayman Abdelraouf Ahmed Salah Abdou Nada Abdelrahman El-Badrawi 3 min 49 s 60 |

### Femmes
| Épreuves               | Or                                                                                          | Argent                                                                      | Bronze                                                                                                   |
| Nage libre             | Nage libre                                                                                  | Nage libre                                                                  | Nage libre                                                                                               |
| ---------------------- | ------------------------------------------------------------------------------------------- | --------------------------------------------------------------------------- | --- |
| 50 m                   | Kirsty Coventry 26 s 19                                                                     | Heather Brand 26 s 65                                                       | Sarra Chahed 26 s 72                                                                                     |
| 100 m                  | Melissa Corfe 57 s 44                                                                       | Liezl-Mari Burger 58 s 03                                                   | Heather Brand 58 s 08                                                                                    |
| 200 m                  | Melissa Corfe 2 min 2 s 45                                                                  | Maroua Mathlouthi 2 min 5 s 11                                              | Kathryn Meaklim 2 min 6 s 32                                                                             |
| 400 m                  | Melissa Corfe 4 min 15 s 53                                                                 | Kathryn Meaklim 4 min 21 s 97                                               | Maroua Mathlouthi 4 min 25 s 83                                                                          |
| 800 m                  | Kirsty Coventry 8 min 43 s 89                                                               | Maroua Mathlouthi 8 min 57 s 91                                             | Dominique Dryding 9 min 13 s 12                                                                          |
| 1 500 m                | Natalie du Toit 17 min 6 s 05                                                               | Maroua Mathlouthi 17 min 22 s 83                                            | Dominique Dryding 17 min 31 s 51                                                                         |
| Dos                    |                                                                                             |                                                                             | |
| 50 m                   | Kirsty Coventry 28 s 89                                                                     | Chanelle van Wyk 30 s 35                                                    | Jessica Pengelly 30 s 90                                                                                 |
| 100 m                  | Kirsty Coventry 1 min 1 s 28                                                                | Melissa Corfe 1 min 5 s 64                                                  | Karima Lahmar 1 min 6 s 92                                                                               |
| 200 m                  | Kirsty Coventry 2 min 10 s 66                                                               | Melissa Corfe 2 min 13 s 88                                                 | Jessica Pengelly 2 min 15 s 59                                                                           |
| Brasse                 |                                                                                             |                                                                             | |
| 50 m                   | Suzaan van Biljon 32 s 62                                                                   | Amira Kouza 33 s 03                                                         | Meriem Lamri 33 s 25                                                                                     |
| 100 m                  | Suzaan van Biljon 1 min 9 s 74                                                              | Kirsty Coventry 1 min 11 s 86                                               | Meriem Lamri 1 min 12 s 39                                                                               |
| 200 m                  | Suzaan van Biljon 2 min 32 s 30                                                             | Jessica Pengelly 2 min 32 s 30                                              | Lydia Yefsah 2 min 37 s 72                                                                               |
| Papillon               |                                                                                             |                                                                             | |
| 50 m                   | Amanda Loots 27 s 60                                                                        | Heather Brand 27 s 89                                                       | Binta Zahra Diop 28 s 35                                                                                 |
| 100 m                  | Amanda Loots 1 min 0 s 09                                                                   | Heather Brand 1 min 0 s 61                                                  | Ellen Hight 1 min 3 s 38                                                                                 |
| 200 m                  | Amanda Loots 2 min 14 s 28                                                                  | Kathryn Meaklim 2 min 14 s 77                                               | Heather Brand 2 min 17 s 59                                                                              |
| Quatre nages           |                                                                                             |                                                                             | |
| 200 m                  | Kirsty Coventry 2 min 13 s 02                                                               | Jessica Pengelly 2 min 17 s 79                                              | Sarra Lajnef 2 min 23 s 26                                                                               |
| 400 m                  | Kirsty Coventry 4 min 39 s 91                                                               | Jessica Pengelly 4 min 43 s 97                                              | Kathryn Meaklim 4 min 48 s 06                                                                            |
| Relais                 |                                                                                             |                                                                             | |
| 4 × 100 m nage libre   | Afrique du Sud Amanda Loots Chanelle van Wyk Liezl-Mari Burger Trudi Maree 3 min 56 s 05    | Égypte Dina Hegazy Hebatalla Ismail Mai Atef Salama Ismail 3 min 59 s 47    | Tunisie Maroua Mathlouthi Meriem Meddeb Sarra Chahed Sarra Lajnef 3 min 59 s 99                          |
| 4 × 200 m nage libre   | Afrique du Sud Jessica Pengelly Kathryn Meaklim Melissa Corfe Natalie Du Toit 8 min 28 s 46 | Zimbabwe Heather Brand Kim Eeson Kirsty Coventry Maxine Heard 8 min 38 s 20 | Algérie Amina Fatima Serrir Fella Hadj Ammar Malia Mghezzi Bakouche Sarah Hadj Abderahmane 8 min 42 s 62 |
| 4 × 100 m quatre nages | Afrique du Sud Amanda Loots Liezl-Mari Burger Melissa Corfe Suzaan Van Biljon 4 min 10 s 90 | Zimbabwe Heather Brand Kim Eeson Kirsty Coventry Maxine Heard 4 min 21 s 60 | Algérie Amira Kouza Karima Lahmar Meriem Lamri Sarah Hadj Abderahmane 4 min 24 s 54                      |

## Tableau des médailles
| Rang | Nation         | Or | Argent | Bronze | Total |
| ---- | -------------- | -- | ------ | ------ | ----- |
| 1    | Afrique du Sud | 25 | 5      | 12     | 42    |
| 2    | Zimbabwe       | 7  | 6      | 2      | 15    |
| 3    | Algérie        | 4  | 6      | 6      | 16    |
| 4    | Kenya          | 3  | 2      | 3      | 8     |
| 5    | Tunisie        | 1  | 5      | 7      | 13    |
| 6    | Égypte         | 0  | 4      | 6      | 10    |
| 7    | Namibie        | 0  | 1      | 0      | 1     |
| 7    | Nigeria        | 0  | 1      | 0      | 1     |
| 9    | Madagascar     | 0  | 0      | 3      | 3     |
| 10   | Zambie         | 0  | 0      | 1      | 1     |
|      | Total          | 40 | 40     | 40     | 120   |